# Радослав Ковач
Радослав Ковач (чеськ. Radoslav Kováč, нар. 27 листопада 1979, Прага) — чеський футболіст, захисник, півзахисник клубу «Спарта» (Прага).
Виступав, зокрема, за клуб «Спартак» (Москва), а також національну збірну Чехії.
Чемпіон Швейцарії. Володар Кубка Швейцарії. 

## Клубна кар'єра
У дорослому футболі дебютував 1997 року виступами за команду клубу «Сігма», в якій провів шість сезонів, взявши участь у 127 матчах чемпіонату. 
Протягом 2003—2005 років захищав кольори команди клубу «Спарта» (Прага).
Своєю грою за останню команду привернув увагу представників тренерського штабу клубу «Спартак» (Москва), до складу якого приєднався 2005 року. Клуб заплатив за гравця 4 000 000 євро. Відіграв за московських спартаківців наступні чотири сезони своєї ігрової кар'єри. Більшість часу, проведеного у складі московського «Спартака», був основним гравцем команди.
Згодом з 2009 по 2014 рік грав у складі команд клубів «Вест Гем Юнайтед», «Базель» та «Слован».
До складу клубу «Спарта» (Прага) приєднався 2014 року на правах вільного агента. Відтоді встиг відіграти за празьку команду 2 матчі в національному чемпіонаті.

## Виступи за збірну
2004 року дебютував в офіційних матчах у складі національної збірної Чехії. Наразі провів у формі головної команди країни 30 матчів, забивши 2 голи.
У складі збірної був учасником чемпіонату світу 2006 року у Німеччині, чемпіонату Європи 2008 року в Австрії та Швейцарії.

## Статистика виступів

### Статистика клубних виступів
| Сезон                    | Команда                  | Чемпіонат                | Чемпіонат | Чемпіонат | Національний кубок | Національний кубок | Національний кубок | Континентальні кубки | Континентальні кубки | Континентальні кубки | Інші змагання | Інші змагання | Інші змагання | Усього | Усього |
| Сезон                    | Команда                  | Ліга                     | Ігор      | Голів     | Ліга               | Ігор               | Голів              | Ліга                 | Ігор                 | Голів                | Ліга          | Ігор          | Голів         | Ігор   | Голів  |
| ------------------------ | ------------------------ | ------------------------ | --------- | --------- | ------------------ | ------------------ | ------------------ | -------------------- | -------------------- | -------------------- | ------------- | ------------- | ------------- | ------ | ------ |
| 1997–98                  | «Сігма» (Оломоуць)       | 1Л                       | 1         | 0         | -                  | -                  | -                  | -                    | -                    | -                    | -             | -             | -             | 1      | 0      |
| 1998–99                  | «Сігма» (Оломоуць)       | 1Л                       | 20        | 0         | -                  | -                  | -                  | -                    | -                    | -                    | -             | -             | -             | 20     | 0      |
| 1999–00                  | «Сігма» (Оломоуць)       | 1Л                       | 28        | 0         | -                  | -                  | -                  | -                    | -                    | -                    | -             | -             | -             | 28     | 0      |
| 2000–01                  | «Сігма» (Оломоуць)       | 1Л                       | 27        | 0         | -                  | -                  | -                  | -                    | -                    | -                    | -             | -             | -             | 27     | 0      |
| 2001–02                  | «Сігма» (Оломоуць)       | 1Л                       | 23        | 1         | -                  | -                  | -                  | КУЄФА                | 2                    | 0                    | -             | -             | -             | 25     | 1      |
| 2002–03                  | «Сігма» (Оломоуць)       | 1Л                       | 28        | 2         | -                  | -                  | -                  | -                    | -                    | -                    | -             | -             | -             | 28     | 2      |
| Усього Сігма (Оломоуць)  | Усього Сігма (Оломоуць)  | Усього Сігма (Оломоуць)  | 127       | 3         |                    | -                  | -                  |                      | 2                    | 0                    |               | -             | -             | 129    | 3      |
| 2003–04                  | «Спарта» (Прага)         | 1Л                       | 29        | 3         | -                  | -                  | -                  | ЛЧ                   | 10                   | 0                    | -             | -             | -             | 39     | 3      |
| 2004-05                  | «Спарта» (Прага)         | 1Л                       | 17        | 0         | -                  | -                  | -                  | ЛЧ                   | 6                    | 0                    | -             | -             | -             | 23     | 0      |
| 2005                     | «Спартак» (Москва)       | ПЛ                       | 27        | 4         | КР                 | 1                  | 1                  | -                    | -                    | -                    | -             | -             | -             | 28     | 5      |
| 2006                     | «Спартак» (Москва)       | ПЛ                       | 27        | 2         | КР                 | 7                  | 1                  | ЛЧ+КУЄФА             | 10+2                 | 2+0                  | -             | -             | -             | 46     | 5      |
| 2007                     | «Спартак» (Москва)       | ПЛ                       | 26        | 1         | КР                 | 6                  | 0                  | ЛЧ+КУЄФА             | 2+4                  | 0+0                  | -             | -             | -             | 38     | 1      |
| 2008                     | «Спартак» (Москва)       | ПЛ                       | 21        | 2         | КР                 | 1                  | 0                  | ЛЧ+КУЄФА             | 2+4                  | 0+0                  | -             | -             | -             | 28     | 2      |
| Усього Спартак (Москва)  | Усього Спартак (Москва)  | Усього Спартак (Москва)  | 101       | 9         |                    | 15                 | 2                  |                      | 24                   | 2                    |               | -             | -             | 140    | 13     |
| 2008-09                  | «Вест Гем Юнайтед»       | ПЛ                       | 9         | 1         | КА                 | 1                  | 0                  | -                    | -                    | -                    | -             | -             | -             | 10     | 1      |
| 2009–10                  | «Вест Гем Юнайтед»       | ПЛ                       | 31        | 2         | КА+КЛ              | 1+2                | 0+0                | -                    | -                    | -                    | -             | -             | -             | 34     | 2      |
| 2010–11                  | «Вест Гем Юнайтед»       | ПЛ                       | 13        | 0         | КА+КЛ              | 1+4                | 0+0                | -                    | -                    | -                    | -             | -             | -             | 18     | 0      |
| Усього Вест Гем (Лондон) | Усього Вест Гем (Лондон) | Усього Вест Гем (Лондон) | 53        | 3         |                    | 9                  | 0                  |                      | -                    | -                    |               | -             | -             | 62     | 3      |
| 2011–12                  | «Базель»                 | СЛ                       | 15        | 0         | КШ                 | 5                  | 0                  | ЛЧ                   | 1                    | 0                    | -             | -             | -             | 21     | 0      |
| 2012-13                  | «Базель»                 | СЛ                       | 5         | 1         | -                  | -                  | -                  | ЛЧ                   | 0                    | 0                    | -             | -             | -             | 5      | 1      |
| Усього Базель            | Усього Базель            | Усього Базель            | 20        | 1         |                    | 5                  | 0                  |                      | 1                    | 0                    |               | -             | -             | 26     | 1      |
| 2012-13                  | «Слован»                 | 1Л                       | 13        | 0         | КЧ                 | 4                  | 0                  | -                    | -                    | -                    | -             | -             | -             | 17     | 0      |
| 2013–14                  | «Слован»                 | 1Л                       | 24        | 1         | -                  | -                  | -                  | ЛЄ                   | 14                   | 1                    | -             | -             | -             | 38     | 2      |
| Усього Слован (Ліберець) | Усього Слован (Ліберець) | Усього Слован (Ліберець) | 37        | 1         |                    | 4                  | 0                  |                      | 14                   | 1                    |               | -             | -             | 55     | 2      |
| 2014–15                  | «Спарта» (Прага)         | 1Л                       | 1         | 0         | КЧ                 | 0                  | 0                  | ЛЧ                   | 1                    | 1                    | -             | -             | -             | 2      | 1      |
| Усього Спарта (Прага)    | Усього Спарта (Прага)    | Усього Спарта (Прага)    | 47        | 3         |                    | 0                  | 0                  |                      | 17                   | 1                    |               | -             | -             | 64     | 4      |
| Усього за кар'єру        | Усього за кар'єру        | Усього за кар'єру        | 387       | 20        |                    | 33                 | 2                  |                      | 58                   | 4                    |               | -             | -             | 478    | 26     |

## Титули і досягнення
- Чемпіон Чехії (1):

«Спарта»: 2004-05;
- Чемпіон Швейцарії (1):

«Базель»:  2011-12;
- Володар Кубка Швейцарії (1):

«Базель»:  2011-12.
- Чемпіон Європи (U-21): 2002